# Suárez (Tolima)
Pour les articles homonymes, voir Suárez.
Suárez est une municipalité colombienne située dans le département de Tolima.